# Z3 (computer)
De Z3 was de eerste werkende programmeerbare computer ter wereld ontworpen en gebouwd door Konrad Zuse in 1941. De machine maakte voor de berekeningen gebruik van het binaire stelsel. Hij had een klokfrequentie van 5 tot 10 Hz en een woordlengte van 22 bits. De originele Z3 werd in 1943 vernietigd tijdens het bombardement van Berlijn door de Geallieerden. In de jaren 60 is er een replica gebouwd die staat in het Deutsches Museum te München.

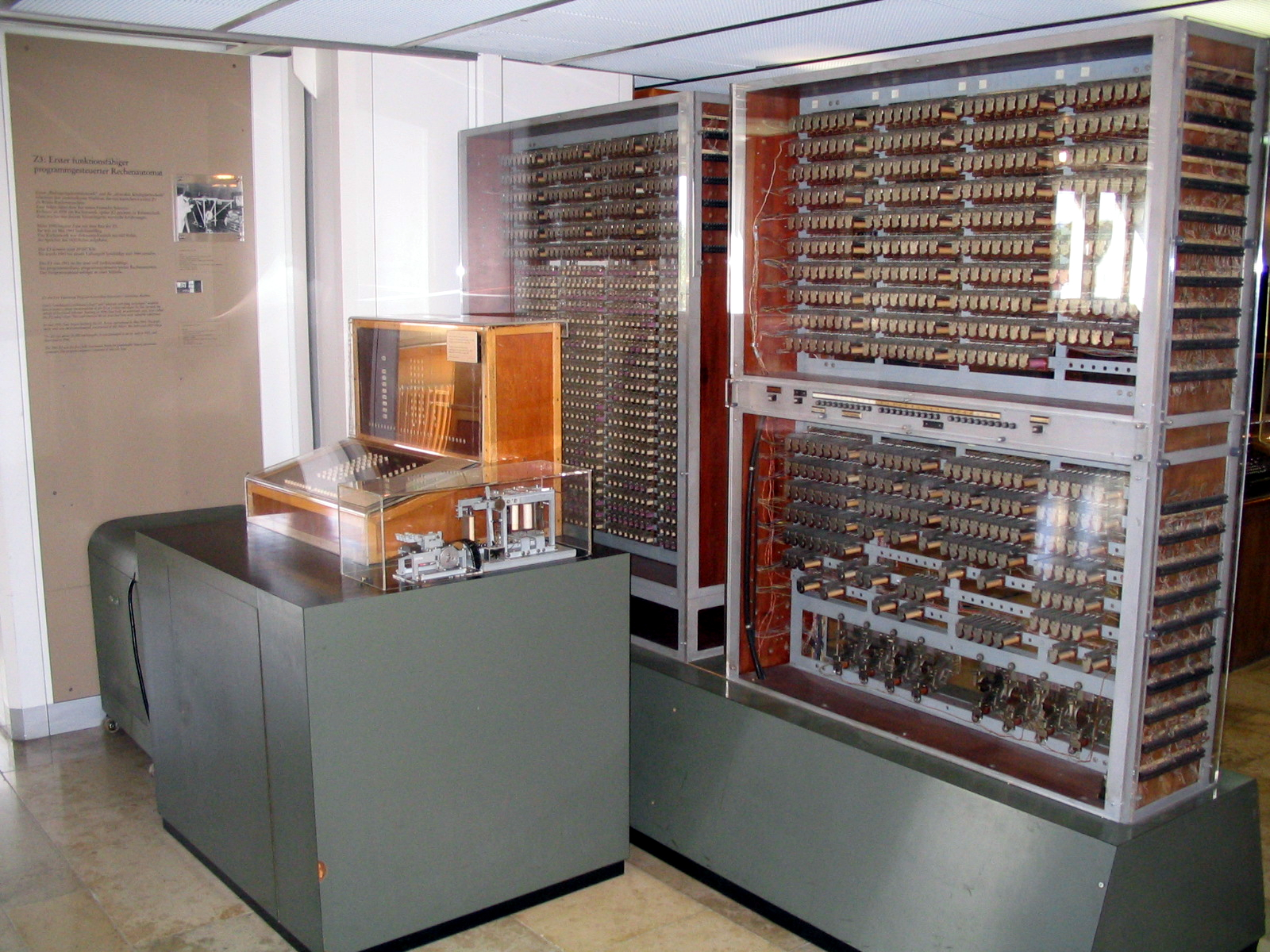
Zuse Z3-replica in het Deutsches Museum in München

## Geschiedenis
Zuse ontwierp en bouwde van 1935 tot 1938 de Z1 waarop de Z3 later is gebaseerd. De Z1 was nog volledig mechanisch en werkte hooguit een paar minuten. De Z3 gebruikte hetzelfde ontwerp maar maakt gebruik van relais. In 1941 was de Z3 gebruiksklaar. Vergeleken met de Z1 was hij veel betrouwbaarder en hij maakte gebruik van exception handling. Programma's werden extern op tape opgeslagen waardoor het niet nodig was draden in de computer zelf om te leiden of schakelaars om te zetten om een programma in te voeren.

## Kenmerken
Het kenmerkende van de Z3 was dat hij het binair stelsel gebruikt om te rekenen wat in computers van tegenwoordig ook is terug te vinden. Andere computers in de jaren 40 zoals de Amerikaanse ENIAC maakten gebruik van het decimale stelsel. De Z3 is Turing-compleet waardoor hij dus de titel 'eerste werkende volledig automatische computer' mag dragen.

## Eigenschappen
- klokfrequentie: 5,3 Hz
- rekeneenheid: zwevendekommagetal, 22 bit, optellen, aftrekken, vermenigvuldigen, delen en vierkantswortel
- gemiddelde rekensnelheid: som, 0,8 seconden; product, 3 seconden
- vermogen: circa 4000 watt
- gewicht: circa 1000 kg
- elementen: circa 2600 relais
- geheugen: 64 woorden met een lengte van 22 bits
- invoer: decimale zwevendekommagetallen
- uitvoer: decimale zwevendekommagetallen